# 西保周太郎
西保 周太郎（にしぶ の しゅうたろう、寛政9年（1797年） - 文政4年（1821年2月22日））は、江戸時代の博徒。父は与一右衛門。「西保周太郎」は博徒名で、姓名は竹川周太郎。別名に武田秋太郎。
西保周太郎は甲州博徒の先駆けとなった人物で、明治時代に全国各地の博徒を番付風に記した『近世侠客有名鑑』では「前頭」として紹介され、黒駒勝蔵や竹居安五郎など甲州博徒や、国定忠治・清水次郎長など著名な博徒と肩を並べる存在として扱われている。

## 西保中村と周太郎の生家
甲斐国山梨郡西保中村（現・山梨市牧丘町西保中）に生まれる。
西保中村は甲斐北東部の山間部に位置する山村であり、生業は主に畑作で、年貢は金納であった。秩父往還・青梅往還に近接する物流の拠点で、農村歌舞伎や相撲など芸能興行も盛んな消費地であり、竹川家も煙草などの商品作物の輸送業や金融業・芸能興行に携わっている。
なお、『近世侠客有名鑑』では周太郎を「上州　西部ノ周太」と記し、上野国の博徒としている。これは「西保中村」が「西部」と誤伝されたと同時に、西保中村が秩父往還を通じて武蔵国・上野国に近いことから、実際に周太郎が上野国も勢力圏にしていた可能性も考えられている。
生家である竹川家は江戸時代から明治期の古文書261点や木刀、銃床などの実物資料を含む竹川家資料を伝存している。竹川家史料には明暦元年（1655年）に竹川信義が作成した「竹川家由緒」がある。竹川信義は甲州流軍学を修め甲源一刀流を学んだ兵法者で、「由緒」によれば竹川家は上総国の竹内氏の出自であるという。
「由緒」によれば、竹川氏は室町時代に甲斐武田氏に士官し、甲斐・西保芦沢（山梨市）に土着し、当初は「芦沢氏」を称したという。さらに、同家の女性である「瀧川」が武田勝頼の寵愛を受け、天正10年（1582年）2月に「勝若丸」を出産したという。そして武田氏の滅亡に際して瀧川と勝若丸は落ち延び、武田氏の「竹」と瀧川の「川」字から「竹川」を称する事になったとする伝承を記している。
このように「由緒」によれば竹川家は武田氏の直系子孫を称しているが、「瀧川」「勝若丸」の存在は同時代の文書・記録から確認されておらず、竹川信義により創作された伝承であるとも考えられている。
与一右衛門・周太郎親子の代においても、竹川家が武田氏子孫とする由緒は意識されている。天明5年（1785年）に竹川家が武田氏の祈願所である雲峰寺に収めた御初尾の受取状によれば、与一右衛門を「芦沢御屋形 武田与一右衛門」と記している。また、同年、与一右衛門は雲峰寺に武田信玄の肖像画を奉納している。
周太郎も文化4年（1807年）に恵林寺に奉納金を納めているほか、文化12年（1815年）の他国往来手形や、文化14年（1817年）に周太郎が恵林寺に奉納金を寄付した際の礼状である「覚（奉納金受取ニ付）」では宛所を「武田秋太郎」としている。

## 周太郎の生涯
周太郎は江戸後期の甲斐国における本格的な博徒間抗争の幕開けを告げる人物として知られ、文政2年（1819年）頃から勢力範囲の近接する一之宮村の神主・古屋左京との抗争が激化する。
両者の抗争は、甲州街道・勝沼宿において古屋左京と千野村幸蔵ほかと、西保村領兵衛の子分・大野村駒蔵間で公論が発生したことに端を発する。駒蔵は西保周太郎派に属する博徒で、領兵衛・駒蔵は一之宮村の古屋左京の子息・小平太宅の襲撃を行う。古屋左京はこの報復として西保中村の領兵衛宅を襲撃するが失敗し、秩父往還において駒蔵と喧嘩を行い、青梅街道沿いの小原村の小原村政兵衛宅に潜伏していた領兵衛の居場所を突き止めたという。古屋左京は政兵衛宅を襲撃すると領兵衛を殺害し、駒蔵にも傷害を加える。
こうした両勢力の抗争の激化により、文政4年（1821年）に西保周太郎は石森村において石森村常兵衛による手打ち式に参加するが、その場で殺害された。享年25。
なお、古屋左京もその後捕縛されて刑死し勢力を壊滅させている。甲府盆地東部では新たに甲府の三井卯吉の子分となった国分三蔵や祐天仙之助らの博徒が台頭する。
周太郎の没後、竹川家は博徒活動から経済活動が主体となり、竹川家の墓石の家紋も亀甲に三つ鱗に変化するなど、武田氏末流とする由緒も希薄化した。安政5年（1859年）の横浜開港により甲斐では甲州屋忠右衛門・川手五郎右衛門らが生糸をはじめとする甲州物産の輸出を開始した。竹川家も生糸取引を行い、明治時代には製糸工場も営業している。

## 人物
周太郎と古屋左京との抗争を題材とした小説『敵討甲斐名所記』（文政4年）に拠れば、その外見を「面体長面ニて、まゆ毛ふとく、色白くして、丈中勢ニして、眼尻りゝしくにがミ走り男」と伝えている。また、『近世侠客有名鏡』（明治31年、1898年）においては前頭七枚目において紹介され、黒駒勝蔵や竹居安五郎と並ぶ大侠客として名が挙げられている。
山梨市牧丘町西保中の西源寺には周太郎と婦人の墓石がある。墓石によれば没年は文政4年2月22日で、戒名は「秀林院虎嶽玄猛居士」。また、生家の竹川家は武田氏末裔を称しているため武田家の家紋である武田菱が刻まれている。